# كرايغ رامزي
كرايغ رامزي هو لاعب هوكي الجليد كندي، ولد في 17 مارس 1951 في Weston, Toronto ‏ في كندا.

## وصلات خارجية
- كرايغ رامزي على موقع دوري الهوكي الوطني (الإنجليزية)
- كرايغ رامزي على موقع قاعة مشاهير الهوكي (لاعب أن.إتش.أل) (الإنجليزية)
- كرايغ رامزي على موقع EliteProspects.com (الإنجليزية)
- كرايغ رامزي على موقع Eurohockey.com (الإنجليزية)
- كرايغ رامزي على موقع HockeyDB.com (الإنجليزية)
- كرايغ رامزي على موقع Hockey-Reference.com (الإنجليزية)
- كرايغ رامزي على موقع أوليمبيديا (الإنجليزية)